# Esqui estilo livre nos Jogos Olímpicos de Inverno da Juventude de 2016
As competições do esqui estilo livre nos Jogos Olímpicos de Inverno da Juventude de 2016 foram disputadas no Oslo Vinterpark, em Oslo, para as competições do halfpipe, e as demais provas no Centro Alpino Hafjell, na comuna de Øyer, na Noruega, entre os dias 14 e 20 de fevereiro. A prova do slopestyle, tanto no masculino quanto no feminino, foi a novidade no programa da modalidade com relação a edição anterior.

## Calendário
| Fevereiro          | 12 | 13 | 14 | 15 | 16 | 17 | 18 | 19 | 20 | 21 |
| ------------------ | -- | -- | -- | -- | -- | -- | -- | -- | -- | -- |
| Esqui estilo livre |    |    | 2  | 2  |    |    |    | 1  | 1  |    |

|  | Dia de final |

## Qualificação
Todas as vagas foram distribuídas pelos resultados no Mundial Júnior de Esqui Estilo Livre de 2015. Cada país pode enviar um atleta por evento. O limite de atletas foi de 80 (32 no esqui cross, 24 no esqui slopestyle e 24 no halfpipe).

### Sumário
A distribuição das vagas está abaixo.
| CONs               | Masculino | Masculino  | Masculino | Feminino | Feminino   | Feminino  | Total |
| CONs               | Halfpipe  | Slopestyle | Ski cross | Halfpipe | Slopestyle | Ski cross | Total |
| ------------------ | --------- | ---------- | --------- | -------- | ---------- | --------- | ----- |
| GER Alemanha       |           | 1          | 1         |          | 1          | 1         | 4     |
| ARG Argentina      |           |            |           |          | 1          |           | 1     |
| AUS Austrália      | 1         |            | 1         |          |            | 1         | 3     |
| AUT Áustria        | 1         | 1          | 1         | 1        |            | 1         | 6     |
| BEL Bélgica        |           |            | 1         |          |            |           | 1     |
| CAN Canadá         | 1         |            | 1         | 1        |            | 1         | 4     |
| KAZ Cazaquistão    |           |            | 1         |          |            | 1         | 2     |
| CHI Chile          |           | 1          | 1         |          | 1          | 1         | 4     |
| KOR Coreia do Sul  | 1         |            |           | 1        |            |           | 2     |
| DEN Dinamarca      |           |            |           |          |            | 1         | 1     |
| SLO Eslovênia      | 1         |            | 1         |          | 1          |           | 3     |
| USA Estados Unidos | 1         | 1          | 1         | 1        | 1          | 1         | 6     |
| FIN Finlândia      |           | 1          |           |          | 1          | 1         | 3     |
| FRA França         |           | 1          | 1         |          |            | 1         | 3     |
| GBR Grã-Bretanha   |           | 1          |           | 1        |            | 1         | 3     |
| HUN Hungria        |           |            | 1         |          |            |           | 1     |
| ITA Itália         |           |            | 1         |          | 1          |           | 2     |
| JPN Japão          |           | 1          |           |          |            |           | 1     |
| MEX México         |           |            | 1         |          |            |           | 1     |
| NOR Noruega        | 1         | 1          | 1         |          | 1          | 1         | 5     |
| NZL Nova Zelândia  | 1         | 1          |           |          |            |           | 2     |
| CZE Chéquia        |           |            |           |          |            | 1         | 1     |
| RUS Rússia         | 1         |            | 1         | 1        | 1          | 1         | 5     |
| SWE Suécia         |           | 1          | 1         |          |            | 1         | 3     |
| SUI Suíça          | 1         | 1          | 1         |          | 1          | 1         | 5     |
| Total: 25 CONs     | 10        | 12         | 17        | 6        | 10         | 16        | 71    |

## Medalhistas
Masculino
| Evento              | Ouro                           | Prata                             | Bronze                            |
| ------------------- | ------------------------------ | --------------------------------- | --------------------------------- |
| Halfpipe detalhes   | Birk Irving USA Estados Unidos | Finn Bilous NZL Nova Zelândia     | Trym Sunde Andreassen NOR Noruega |
| Slopestyle detalhes | Birk Ruud NOR Noruega          | Alexander Hall USA Estados Unidos | Finn Bilous NZL Nova Zelândia     |
| Ski cross detalhes  | Reece Howden CAN Canadá        | Xander Vercammen BEL Bélgica      | Louis Muhlen AUS Austrália        |

Feminino
| Evento              | Ouro                              | Prata                           | Bronze                            |
| ------------------- | --------------------------------- | ------------------------------- | --------------------------------- |
| Halfpipe detalhes   | Madison Rowlands GBR Grã-Bretanha | Paula Cooper USA Estados Unidos | Lara Wolf AUT Áustria             |
| Slopestyle detalhes | Lana Prusakova RUS Rússia         | Lou Barin FRA França            | Madison Rowlands GBR Grã-Bretanha |
| Ski cross detalhes  | Talina Gantenbein SUI Suíça       | Zali Offord AUS Austrália       | Klára Kašparová CZE Chéquia       |

## Quadro de medalhas
| Ordem | País               | Medalha de ouro | Medalha de prata | Medalha de bronze |    |
| ----- | ------------------ | --------------- | ---------------- | ----------------- | -- |
| 1     | USA Estados Unidos | 1               | 2                |                   | 3  |
| 2     | GBR Grã-Bretanha   | 1               |                  | 1                 | 2  |
|       | NOR Noruega        | 1               |                  | 1                 | 2  |
| 4     | CAN Canadá         | 1               |                  |                   | 1  |
|       | RUS Rússia         | 1               |                  |                   | 1  |
|       | SUI Suíça          | 1               |                  |                   | 1  |
| 7     | AUS Austrália      |                 | 1                | 1                 | 2  |
|       | NZL Nova Zelândia  |                 | 1                | 1                 | 2  |
| 9     | BEL Bélgica        |                 | 1                |                   | 1  |
|       | FRA França         |                 | 1                |                   | 1  |
| 11    | AUT Áustria        |                 |                  | 1                 | 1  |
|       | CZE Chéquia        |                 |                  | 1                 | 1  |
| TOTAL | TOTAL              | 6               | 6                | 6                 | 18 |